# Botanophila kurilensis
Botanophila kurilensis este o specie de muște din genul Botanophila, familia Anthomyiidae, descrisă de Masayoshi Suwa în anul 2001. Conform Catalogue of Life specia Botanophila kurilensis nu are subspecii cunoscute.